# Héritage des Celtes (album)
Albums de Dan Ar Braz et l'Héritage des Celtes
Theme for the Green Lands
(1994) En concert
(1995)
Héritage des Celtes est le treizième album studio de Dan Ar Braz, paru en 1994 chez Columbia. 
Formé avec l'ensemble des musiciens du festival de Cornouaille 1993, pour partager la musique celtique sous le nom de L'Héritage des Celtes.

## Conception
Pour enregistrer cet album, Dan Ar Braz réussi à réunir divers artistes issus des communautés celtiques de Bretagne, d'Écosse, d'Irlande et du Pays de Galles, afin d'assembler musique traditionnelle et moderne, mémoire et futur, rêve et réalité. L’ensemble des titres se pose comme une parfaite alternance entre chansons et parties instrumentales, les unes étant plutôt paisibles et les autres plutôt dansantes. Afin d'enregistrer l'album, Dan ar Braz passe un mois à Dublin, en compagnie de Donal Lunny, aux Studios Windmill Lane au bord du Grand Canal : « Enregistrer ici, c'était une manière d'appel du pied, confie Dan Ar Braz, histoire de dire à nos cousins d'Irlande, d'Ecosse et du pays de Galles : Hé, nous sommes là, les Bretons, nous faisons partie de la famille ! ».

## Caractéristiques artistiques
Borders of Salt est une chanson écrite par Dan Ar Braz lors de la réalisation de son album du même nom (Borders of salt : Frontières de sel), dont la musique est un arrangement de Ar Baz Valan. Ici, c'est Elaine Morgan qui l'interprète. Spike Island Lasses est une chanson écrite en hommage aux filles de l'île au même nom qui se situe au large de Cork. Karen Matheson chante le morceau suivant, Language of the Gaels (Cànan Nan Gàidheal) de Murdo Macfarlane, qui est devenue une chanson de ralliement populaire des partisans d'un renouveau de la langue gaélique en Écosse. Green Lands est un morceau instrumental créé par Dan Ar Braz, joué principalement à la guitare sèche et à la cornemuse. Maro eo ma mestrez est une chanson de traditionnel bretonne chanté par Yann-Fañch Kemener. L'instrumental qui suit a été écrit par Dónal Lunny en collaboration avec The Edge, guitariste de U2 pour une série télévisée consacrée à la musique irlandaise, Bringing it all back home. La jig traditionnelle irlandaise s'y mêle aux percussions et rythmiques modernes. Eliziza est une vieille chanson pour la résistance irlandaise du XVIe siècle. Son nom est le même que celui de la gwerz bretonne Eliz Iza. King of Laois est un marche traditionnelle irlandaise. The Island est un morceau composé en 1986 par le musicien et chanteur irlandais Paul Brady à propos du conflit en Irlande du Nord. Scottish Suite est un instrumental écrit pour être joué par des guitares mais que Dan Ar Braz a réorchestré pour être joué avec des cornemuses. Me zo ganet e kreiz ar mor est un texte breton de Yann-Ber Calloc'h, déjà interprété par Alan Stivell, à nouveau chanté par Yann-Fañch Kemener et Gilles Servat. Call to the Dance nous appelle à la danse avec les cornemuses et la guitare électrique de Dan Ar Braz.

## Fiche technique

### Liste des titres
| No  | Titre                                      | Durée |
| --- | ------------------------------------------ | ----- |
| 1.  | Borders of Salt                            | 4:19  |
| 2.  | Spike Island Lasses                        | 3:08  |
| 3.  | Language of the Gaels (Cànan Nan Gàidheal) | 4:01  |
| 4.  | Green Lands                                | 3:44  |
| 5.  | Maro eo ma Mestrez                         | 3:56  |
| 6.  | April the 3rd.                             | 3:12  |
| 7.  | Eliziza                                    | 4:41  |
| 8.  | King of Laois                              | 3:47  |
| 9.  | The Island                                 | 5:24  |
| 10. | Scottish Suite                             | 2:13  |
| 11. | Me zo ganet e kreiz ar mor                 | 3:27  |
| 12. | Call to the Dance                          | 3:16  |

### Crédits
- Produicteur : Donal Lunny
- Producteur exclusif : Jacques Bernard

#### Musiciens
- Dan Ar Braz : guitares
- Elaine Morgan : chant (1, 7)
- Karen Matheson : chant (3, 9)
- Yann-Fañch Kemener : chant (5, 11)
- Gilles Servat : chant (11)
- Donal Lunny : bouzouki (1, 2, 3, 4, 6, 7, 8, 9, 12), chœurs (3), bodhran (5)
- Jacques Pellen : guitare acoustique (1, 4, 11)
- Eoghan O'Neill : basse (1, 2, 3, 4, 6, 7, 8, 9, 12)
- Ray Fean: batterie (1, 2, 3, 4, 6, 7, 8, 9, 12)
- Noël Bridgeman : percussions (1, 2, 3, 4, 6, 7, 8, 9, 12)
- Donald Shaw : claviers (1, 2, 3, 4, 6, 7, 9, 10, 12), chœurs (3, 9)
- Patrig Molard : cornemuse (1), biniou kozh - vieux biniou - (12)
- Jean-Michel Veillon : flûte traversière (1)
- Nollaig Casey : violon (2, 3, 6, 8, 12)
- Erwann Ropars : cornemuse (4)
- Ronan Browne : uilleann pipes - cornemuse irlandaise - (6), flûte (8), low whistle (8), tin whistle (8)
- Jean-Louis Henaff : bombarde (12)
- Olivier Lecuyer : bombarde (12)

avec
- Bagad Kemper : bombarde, cornemuses, batterie écossaise (1, 4, 12)
- Shotts Pipe Band : cornemuses, batterie écossaise, avec Robert Mathieson - 1er sonneur - et Jim Kilpatrick - 1er batteur - (10)

#### Techniciens
- Enregistré par Brian Masterson et Alastair McMillan aux Studios Windmill Lane.
- Le Shotts Pipe Band a été enregistré aux studios Ça va (Glasgow), et le Bagad Kemper au Théâtre de Quimper.
- Pochette : Christine Ar Meur